# Gerald Murnane
Gerald Murnane (25 de febrero de 1939) es un escritor australiano. Su novela más conocida es The Plains (1982), traducida al español como Las llanuras. El periódico The New York Times lo describió en un artículo como "el más grande escritor vivo en lengua inglesa del que la mayoría no ha oído hablar".

## Primeros años de vida
Murnane nació en Melbourne, Victoria (Australia), en el suburbio de Coburg, y pocas veces ha salido de su estado natal. Es uno de cuatro hermanos. Uno de ellos sufría de una discapacidad intelectual y fue hospitalizado en repetidas ocasiones para después morir en 1985. Pasó algunos años de su niñez en el distrito occidental de Victoria y en la ciudad de Bendigo. Se graduó del Colegio De La Salle de la ciudad de Malvern.
Murnane se preparó para ordenarse sacerdote de la iglesia católica durante el año de 1957, pero abandonó este propósito y trabajó como profesor de enseñanza primaria y de la escuela para jockeys aprendices del club de carreras de caballos de Victoria, entre 1960 y 1968. Obtuvo el título de bachiller en Artes por la Universidad de Melbourne en 1969, y después trabajó en el Departamento de Educación de la ciudad de Victoria hasta 1973. Comenzó desde 1980 a dar talleres de escritura creativa en diversas instituciones de enseñanza superior.
En 1969, Murnane se mudó al suburbio de Macleod, ciudad de Melbourne. Después de la muerte de su esposa en 2009, Murnane se mudó al pueblo de Goroke, Victoria.
Se casó en 1966 y tiene tres hijos.

## Obra
Los dos primeros libros de Murnane, Tamarisk Row (1974) y A Lifetime on Clouds (1976), son relatos semiautobiográficos basados en su infancia y adolescencia. Ambos se componen, en buena parte, de largas y gramaticalmente correctas oraciones.

En 1982, encontró su estilo de madurez en Las llanuras, una novela corta sobre un cineasta de nombre desconocido que viaja a "la Australia interior", donde se propone filmar las llanuras bajo el patrocinio de terratenientess adinerados. Se ha catalogado a la novela como una fábula, una parábola o una alegoría. La novela es, al mismo tiempo, una parábola metafísica sobre la realidad y las apariencias y un paradójico examen de los horizontes culturales y las tradiciones. La crítica sugiere que, en el inicio de la novela, el narrador expresa una visión típica de la escritura de Murnane:
Hace veinte años llegué a las llanuras con los ojos bien abiertos, atento a cualquier elemento del paisaje que pareciera insinuar algún significado complejo más allá de las apariencias.

Mi viaje a las llanuras fue mucho menos arduo de cómo lo describí más tarde. Y ni siquiera puedo decir que en un momento dado me percatara de haber abandonado Australia. Pero sí recuerdo claramente una serie de días en los que el paisaje llano que me rodeaba me parecía cada vez más un lugar que solo yo era capaz de interpretar."
A Las llanuras le siguieron Landscape With Landscape (1985), Inland (1988), Velvet Waters (1990) y Emerald Blue (1995). Un libro de ensayos, Invisible Yet Enuring Lilacs, apareció en 2005. Todos estos libros se ocupan de la relación entre la memoria, la imagen y el paisaje, y en su obra aparecen con frecuencia discusiones en torno a la relación entre ficción y no ficción.
En 2009, se publicó la primera obra de ficción de Murnane en más de una década, Barley Patch, a la que siguió A History of Books en 2012 y A Million Windows en 2014. Will Heyward, en una reseña de A Million Windows para Music & Literature, sugiere que estas tres últimas obras pueden considerarse un proyecto único y continuo, que contiene "una forma de la ficción definida por un estilo fragmentario que evita la trama y la caracterización de los personajes, y a su vez se narra a través de la asociación, de las repeticiones similares a las de una fuga y de la variación de imágenes".
En junio de 2018, su novela autobiográfica Border Districts (2017) fue finalista del premio Miles Franklin.
Aunque Murnane es conocido principalmente en Australia, tiene seguidores en otros países, especialmente en EE. UU., Suecia y Alemania. Entre julio y agosto de 2017, The Plains fue la principal recomendación literaria de la South West German Radio (SWR2). Sus obras han sido traducidas al italiano, al alemán, al español, al catalán y al sueco.
Las obras Tamarisk Row y Border Districts fueron publicadas en el Reino Unido por la editorial And Other Stories en 2019.

## Vida personal e intereses
Murnane es un ávido seguidor de las carreras de caballos, y las utiliza a menudo como metáfora en su obra. En un documental titulado Words and Silk - The Real and Imaginary Worlds of Gerald Murnane (1989), dirigido por Philip Tyndall, se examina su infancia, su obra, su acercamiento al oficio de escribir y su interés por las carreras de caballos. Desde que comenzó su retiro en el pueblo de Goroke, Murnane se entretiene jugando golf.

Aprendió húngaro de manera autodidacta después de haber leído Gente de las Pusztas de Gyula Illyés, como se describe en el ensayo "El hijo del ángel: por qué aprendí húngaro en mi vejez" :
He leído varias veces durante mi vida que esta o aquella persona quedó tan impresionada por tal o cual traducción de tal o cual obra literaria que la persona aprendió después el idioma original para poder leer el texto original. Siempre he sospechado de este tipo de afirmaciones, pero el lector de este escrito no necesita dudar de la verdad de la siguiente oración. Me impresionó tanto la versión en inglés de Puszták népe que luego aprendí el idioma del original y, hasta ahora, he leído una buena parte de él.
En junio de 2018, Murnane lanzó un álbum de spoken word, Words in Order. La pieza central del álbum es un palíndromo de 1600 palabras escrito por Murnane, que recita sobre una partitura musical minimalista. También interpreta obras de Thomas Hardy, Dezső Kosztolányi, DEVO y Killdozer..